# Keboromo
Keboromo is een bestuurslaag in het regentschap Pati van de provincie Midden-Java, Indonesië. Keboromo telt 4519 inwoners (volkstelling 2010).